# بیگ فورک (آرکانزاس)
بیگ فورک (به انگلیسی: Big Fork) یک منطقهٔ مسکونی در ایالات متحده آمریکا است که در شهرستان پولک، آرکانزاس واقع شده‌است. بیگ فورک ۳۱۰٫۹ متر بالاتر از سطح دریا واقع شده‌است.